# 维伊勒布瓦
维伊勒布瓦（法語：Villy-le-Bois）是法国奥布省的一个市镇，位于该省中部，属于特鲁瓦区和特鲁瓦香槟都会城市圈公共社区，其市镇面积为5.41平方公里，2022年1月1日时人口数量为58人。
维伊勒布瓦是特鲁瓦香槟都会城市圈公共社区的组成部分，是该社区内人口最少的市镇，位于特鲁瓦市区以南大约19公里。

## 行政
维伊勒布瓦的邮政编码为10800，INSEE市镇编码为10434。

## 地理
维伊勒布瓦（48°9'40"N, 4°5'35"E）位于法国中北部偏东，大东部大区西南部和奥布省中部。
与维伊勒布瓦接壤的市镇包括：阿瑟奈、莱博尔德欧蒙、莫涅河畔隆日维尔、莫帕、圣让德博讷瓦勒、拉旺迪米尼奥、维勒默勒伊、维伊勒马雷沙勒。
维伊勒布瓦属于塞纳河流域，境内地势平坦。
按照柯本气候分类法，维伊勒布瓦属于温带海洋性气候，全年温差较小，降水分布均匀。

## 历史
维伊勒布瓦历史上长期为一普通村落，法国大革命后设立市镇。

## 交通
奥布省省道D108线和D109线在经过维伊勒布瓦镇中心交汇。

## 政治
现任维伊勒布瓦市长为索菲·里夏尔女士（Sophie Richard）。

## 人口
| 年份   | 1936 | 1946 | 1954 | 1962 | 1968 | 1975 | 1982 | 1990 | 1999 | 2005 | 2010 | 2015 | 2017 |
| ------ | ---- | ---- | ---- | ---- | ---- | ---- | ---- | ---- | ---- | ---- | ---- | ---- | ---- |
| 人口數 | 30   | 39   | 18   | 41   | 47   | 24   | 37   | 36   | 56   | 60   | 64   | 58   | 55   |